# Skytts och Vemmenhögs kontrakt
Skytts och Vemmenhögs kontrakt är en kontrakt i Lunds stift inom Svenska kyrkan. Kontraktet församlingar verkar inom Skurups kommun, Vellinge kommun och Trelleborgs kommun. 
Kontraktskod är 0703.

## Administrativ historik
Kontraktet bildades 2020 genom en utökning av Skytts kontrakt med församlingar  i Skurups kommun från Vemmenhögs, Ljunits, Herrestads, Färs och Österlens kontrakt.
1 januari 2023 bildades Näsets pastorat med de ingående församlingarna Skanör-Falsterbo församling och Höllvikens församling.